# Башас
Баша́с (фр. Bachas, окс. Baishàs) — коммуна во Франции, находится в регионе Юг — Пиренеи. Департамент — Верхняя Гаронна. Входит в состав кантона Ориньяк. Округ коммуны — Сен-Годенс.
Код INSEE коммуны — 31039.

## География

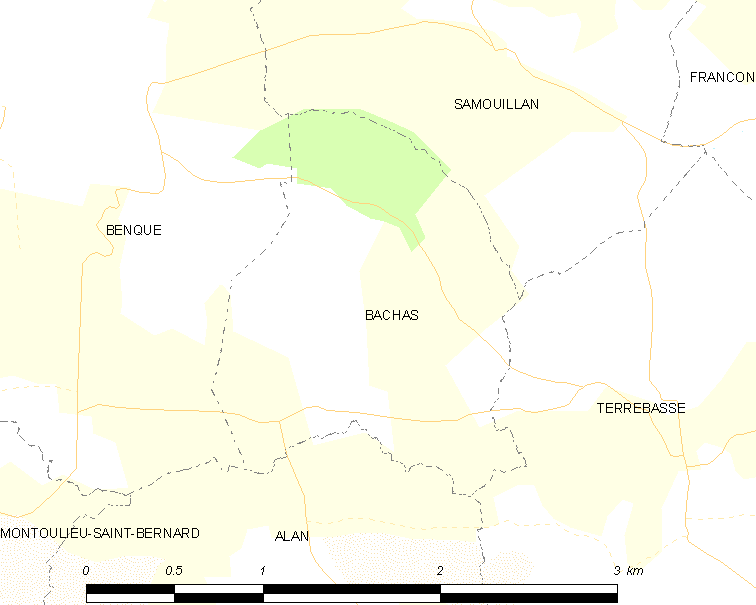
Карта коммуны

Коммуна расположена приблизительно в 640 км к югу от Парижа, в 60 км к юго-западу от Тулузы.
На юге коммуны протекает река Луж.

## Климат
Климат умеренно-океанический. Зима мягкая и снежная, весна характеризуется сильными дождями и грозами, лето сухое и жаркое, осень солнечная. Преобладают сильные юго-восточные и северо-западные ветры.

## Население
Население коммуны на 2010 год составляло 59 человек.
| 1962 | 1968 | 1975 | 1982 | 1990 | 1999 | 2010 |
| ---- | ---- | ---- | ---- | ---- | ---- | ---- |
| 98   | 103  | 91   | 67   | 69   | 75   | 59   |

## Администрация
| Период | Период | Фамилия      | Партия                  | Примечания |
| ------ | ------ | ------------ | ----------------------- | ---------- |
| 1999   | 2014   | Марсель Берж | Социалистическая партия |            |
| 2014   | 2020   | Эрве Шела    |                         |            |

## Экономика
В 2010 году среди 33 человек трудоспособного возраста (15—64 лет) 28 были экономически активными, 5 — неактивными (показатель активности — 84,8 %, в 1999 году было 64,7 %). Из 28 активных жителей работали 25 человек (14 мужчин и 11 женщин), безработных было 3 (0 мужчин и 3 женщины). Среди 5 неактивных 1 человек был учеником или студентом, 2 — пенсионерами, 2 были неактивными по другим причинам.